# Rallye Bohemia 2000
Rallye Bohemia 2000 (oficiálně 27. Auto Štangl Bohemia Rallye 2000) byla čtvrtou soutěží šampionátu Mezinárodní mistrovství České republiky v rallye 2000. Zvítězil zde Roman Kresta na voze Škoda Octavia WRC.

## Průběh
Ze špičky šampionátu nestartoval pouze Milan Dolák. Na prvních usecích si náskok vybudoval Tomáš Hrdinka s vozem Subaru Impreza WRC, který i jeden z úseků vyhrál. Na první zkoušce po servisu však havaroval a po kontaktu se skalkou se převalil přes střechu a ze soutěže musel odstoupit. Na stejném úseku měl problémy i Emil Triner s vozem Nissan Pulsar GT-R, který po problémech s brzdami narazil do stromu. Ze třetí pozice odstoupil Michal Gargulák s vozem Mitsubishi Lancer EVO V. Na vedoucí pozici se posunul Kresta, který si začal budovat náskok. Na druhé pozici se držel Ladislav Křeček s vozem Ford Escort RS Coswrth. Další pořadí bylo Karel Trojan, Jan Trajbold a Jindřich Štolfa. V noci ředitelství soutěže udělilo několik penalizací, čímž se výrazně změnilo pořadí v závodu. Na první pozici stále zůstal Kresta, který vyhrál pět měřených úseků a vybojoval celkové vítězství. Zbývající testy vyhráli Křeček, Trajbold a Trojan. Křeček tak uhájil druhé místo a posunul se do čela průběžného pořadí šampionátu. Na třetí pozici se posunul Štolfa s vozem Peugeot 306 MAXI.
Ve skupině N od počátku vedl Václav Arazim s Mitsubishi Lancer EVO VI. Za ním skončil Václav Pech mladší se Subaru Impreza WRX. S nimi bojoval Tošovský, ale po závadě na turbodmychadle se propadl. Oběma byla ale udělena penalizace a tak se před ně na první místo posunul Votava s Lancerem EVO VI. Řada závodníků musela odstoupit.
Ve skupině F2 zvítězil Štolfa. Musel však o vedení bojovat s Pavlem Siberou s Octavií Kit-Car. Ten ale musel ze soutěže odstoupit stejně, jako celá řada dalších pilotů. Druhý tak skončil Štajf s vozem Opel Astra GSI a třetí Benda s vozem Škoda Felicia Kit Car.
Po závodě byly opět některé penalizace po odvoláních zrušeny a celé pořadí se opět měnilo.

## Výsledky
1. Roman Kresta, Jan Tománek - Škoda Octavia WRC
2. Ladislav Křeček, Jan Krečman - Ford Escort RS Cosworth
3. Jan Trajbold, Pavlína Trajboldová - Ford Escort RS Cosworth
4. Karel Trojan, Daniel Vodička - Toyota Celica GT-Four ST-205
5. Jan Trajbold, Pavlína Trajboldová - Ford Escort RS Cosworth
6. Jindřich Štolfa, Miroslav Fanta - Peugeot 306 MAXI
7. Václav Arazim, Julius Gál - Mitsubishi Lancer EVO VI
8. Václav Pech mladší, Petr Uhel - Subaru Impreza WRX
9. Marcel Tuček, Václav Pritzl - Mitsubishi Lancer EVO V
10. Milan Liška, Pavel Kestler - Mitsubishi Carisma GT EVO IV
11. Jan Klokočka, Petr Gross - Mitsubishi Lancer EVO VI